# The Expression of the Emotions in Man and Animals
The Expression of the Emotions in Man and Animals (A Expressão das Emoções no Homem e nos Animais) é um livro feito pelo naturalista britânico Charles Darwin, acerca de como o ser humano e os animais expressam as suas emoções. Foi, a par do seu livro de 1871 The Descent of Man and Selection in Relation to Sex, parte da tentativa de Darwin para responder a questões sobre a origem humana e psicologia humana, usando a sua teoria da evolução por seleção natural.
Quando escrevia The Variation of Animals and Plants under Domestication em 1866, Darwin pretendeu incluir um capítulo incluindo o ser humano na sua teoria, mas o livro tornou-se demasiado grande e ele decidiu escrever um curto ensaio separado, sobre a ancestralidade dos macacos, seleção sexual e expressão humana, que tornaram-se em dois grandes volumes em The Descent of Man. Após completar o trabalho das provas de The Descent of Man em janeiro de 1871, Darwin começou a trabalhar em outro livro, usando material deixado sobre expressões emocionais.
Darwin notou a natureza universal das expressões faciais no livro: "…the young and the old of widely different races, both with man and animals, express the same state of mind by the same movements."("... os jovens e os velhos de raças muito diferentes, tanto com o homem e os animais, expressam o mesmo estado de espírito com os mesmos movimentos.")
Ele desviou-se a fazer extensas revisões em A Origem das Espécies, então na primavera de 1872 Darwin dedicou-se a The Expression of Emotions in Man and Animals, apontando para uma origem partilhada, em contraste com o Anatomy and Physiology of Expression, de Charles Bell, que clamava músculos criados divinalmente para a expressão dos sentimentos em humanos. Darwin recorreu a respostas a questionários, centenas de fotografias de atores, bebés e pessoas em asilos, assim como observações próprias, com particular referências a pesar após morte familiar.
The Expression of Emotions in Man and Animals foi ilustrado com fotografias, desenhos feitos sobre fotografias e sobre observações diretas de artista e pesquisadores de sua época: Guillaume Duchenne (fotografia); C. Bell e Henle (ilustrações anatômicas); Oscar Gustave Rejlander, Riviere, A. May, Wood (desenho de animais). Provou ser muito popular, vendendo mais de 5.000 cópias.

## Ligações externas

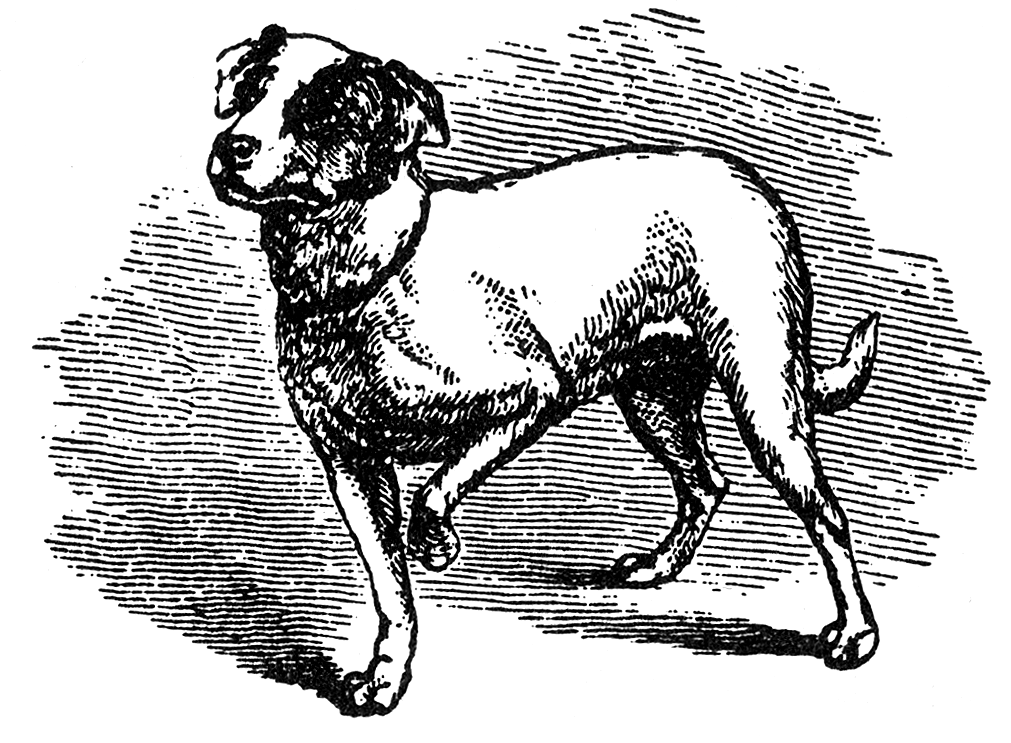
Figura 4: "A small dog watching a cat on a table", feito a partir de fotografia de Oscar Gustave Rejlander.